# 2000 WV12
2000 WV12, também escrito como 2000 WV12, é um objeto transnetuniano que está localizado no Cinturão de Kuiper, uma região do Sistema Solar. Este corpo celeste é classificado como um cubewano. Ele possui uma magnitude absoluta (H) de 7,1 e tem um diâmetro estimado de cerca de 167 km.

## Descoberta
2000 WV12 foi descoberto no dia 24 de novembro de 2000 pelos astrônomos B. Gladman
J.-M. Petit.

## Órbita
A órbita de 2000 WV12 tem uma excentricidade de 0,035 e possui um semieixo maior de 43,705 UA. O seu periélio leva o mesmo a uma distância de 42,172 UA em relação ao Sol e seu afélio a 45,239 UA.